# 하야시 치에
하야시 치에(일본어: 林 千永, 1953년 11월 20일~)는 일본의 여배우, 무용가이자 안무가이다. 도쿄도 도시마구 출신이다.